# Zoysia forbesiana
Zoysia forbesiana là một loài thực vật có hoa trong họ Hòa thảo. Loài này được Traub miêu tả khoa học đầu tiên năm 1957.